# Explosión Azul
La Explosión Azul es un evento futbolístico, en el que el equipo de fútbol del Club Sport Emelec presenta al inicio de cada temporada el plantel de jugadores contratados que jugará oficialmente el campeonato nacional y copas internacionales, en el mismo evento se realiza la presentación de los uniformes principales y alternos.
El encuentro siempre es el primer partido formal de la plantilla de jugadores contratados por el club, la principal atracción son los jugadores del equipo, cuerpo técnico y la presentación del uniforme que se usara durante la temporada.

## Antecedentes
En las décadas de los años 40, 50, 60, era común la llegada de equipos de futbol europeos para jugar en suelo guayaquileño, la mayoría venían desde el sur jugando en torneos de verano en Uruguay, Argentina y Chile, pasaban por Ecuador y terminaban en giras colombianas. En los años 80 con el cambio del sistema de competición del torneo nacional y la modernización de los torneos europeos, a esto se suma que Emelec por muchos años jugaba sus partidos de local en un estadio alquilado, cada vez fue menos habitual jugar ese tipo de partidos amistosos internacionales.
Sin embargo quedaron varios eventos especiales que tienen características de un precedente a la Noche Azul, el 17 de febrero de 1967, la Federación Deportiva del Guayas, la Asociación de Futbol y el Club Sport Emelec anunciaban un sensacional partido de exhibición de homenaje a la hinchada eléctrica, el partico conformado por Emelec A(camiseta azul con franja gris) Vs. Emelec B=(camiseta blanca) quedaron con un marcador de 4-1; el partido se repetiría el 4 de enero de 1968, esta vez Emelec A(camiseta azul con franja gris) Vs. Emelec B=(camiseta roja) con el marcador de 1-1; el 11 de febrero en un rueda de prensa, la directiva de Emelec ya no solo presentaría al equipo para la temporada y su nuevo uniforme, sino también a su primer patrocinador, ICESA; en 1981 haría lo mismo en una cena show con su nuevo patrocinador principal Seguros Continental un 5 de febrero. Este tipo de eventos en que los directivos del club convocaba a la prensa para presentar a los jugadores extranjeros de refuerzos, las nuevas camisetas con sus nuevos patrocinadores oficiales se  repetiría al inicio de las temporadas de los años 1984, 1986, 1987 y 1992.

## Historia
Cuando Emelec vuelve a jugar de local en estadio propio tras la reinauguración del Nuevo Estadio Capwell en mayo del 1991, en los dos años siguientes el club eléctrico organizó la Copa del Pacífico 1992 y 1993; al siguiente año en 1994, el evento de presentación de la plantilla y el uniforme con el ya acostumbrado patrocinador de la temporada, evolucionó con la realización de un partido amistoso, a este show deportivo se lo conoció con el nombre de Noche Azul, (posiblemente en alusión a la noche alba que se había realizado en Chile desde el año 1992) el primer equipo invitado fue el club argentino Lanús; en 1995 Emelec organizó un evento de celebración atrasado por el campeonato logrado a última hora en 1994, a esa celebración parte de la prensa nacional lo llamó Noche Azul, ese partido se convertiría en una tradición anual que los dirigentes del club eléctrico llamaron oficialmente Noche Azul (o Tarde Azul, dependiendo de la hora de juego); en el año 2007 se lo renombró con el nombre de Explosión Azul.
El cambio de nombre a Explosión Azul se realizó en año 2007, principalmente por derechos de marketing y evitar paralelismo con la presentación de otros equipos de futbol sudamericano que usaban uniforme de color azul, y que adoptaron la tradición de celebrar el inicio de temporada con una Noche Azul. 
En la ceremonia emelecista, el evento principal es la presentación del uniforme con su patrocinador principal, con un partido amistoso entre Emelec y un equipo invitado, previamente hay espectáculos de pirotecnia y presentaciones de shows artísticos. Desde el estreno de la Noche Azul, Emelec se mantuvo invicto hasta la edición 2024, en la Explosión Azul del año 2025 el equipo invitado abandonó el partido mientras iban ganado en el minuto 58, el partido se interrumpió con un marcador en desventaja  de 0 -1 ante Barcelona en la Explosión Azul que se jugó el 11 de febrero de 2025.

## Ediciones de la Noche Azul

### 1994
El 11 de febrero la directiva de Emelec organizó una celebración de presentación que incluía un partido amistoso que Emelec jugó contra el equipo argentino Lanús y que terminaría con un marcador final de 1-1, el amistoso tuvo mucha cobertura de la prensa, en especial por la presentación de la contratación del jugador foráneo Walter Pico (que en su momento fue la más costosa del futbol ecuatoriano, con un precio de 1 200 000 millones de dólares), la plantilla completa de jugadores contratados para la temporada y el nuevo uniforme. En el diario El Comercio se escribiría sobre la noche de presentación: Los hinchas han denominado el debut de su equipo como la inolvidable "noche azul"
Los precios de las localidades fueron: suite 40 200, palco 22 200 sucres, tribuna 12 200, general 8 200.

### 1995
El 6 de enero de este año, en la Noche Azul, se presentó oficialmente la plantilla de jugadores contratados para el campeonato del 95, así como la presentación del uniforme. Y aunque el evento lo denominaron con el nombre de Noche Azul por algunos medios de prensa, no hubo partido amistoso, sin embargo, se realizó la premiación oficial de parte de la Federación Ecuatoriana de Fútbol del campeonato logrado en el 94, y ya con la premiación atrasada, se dio la vuelta olímpica esa noche en el Capwell. También hubo un show artístico y bailes populares.

### 1997
El 26 de febrero, se realizó de la Noche Azul en una discoteca de la época, se presentó la plantilla del equipo y un anuario del club en donde se describían todas las actividades del ballet azul durante la temporada pasada.

### 1998
Se realizó la Noche Azul en un centro de convenciones de un hotel de Guayaquil, en aquel año Emelec presentó su plantilla y su nuevo uniforme de la marca Reebok.  

### 1999
El 11 de febrero se jugó la quinta Noche Azul, frente a su rival de barrio, Emelec ganaría por un marcador de 4 - 1.  

### 2000
Emelec devolvió la cortesía de ser invitado a la noche amarilla del 7 de febrero e invitó a su rival de barrio, y el 9 de febrero se jugó un clásico del astillero en la noche azul. Ante 18 000 aficionados que llenaron el estadio Capwell, Emelec empató 1 a 1.

### 2002
En aquella temporada Emelec presentó su plantilla y su nuevo uniforme en una "Tarde Azul" del 27 de enero, ante el equipo invitado Deportivo Independiente Medellín, con un resultado final de 1-1. Durante el acto se realizó un homenaje a los  campeones en las diferentes disciplinas deportivas del Club Sport Emelec. La Tarde Azul en ese año no despertó la atención de los hinchas eléctricos que acudieron escasamente en aquella jornada.    

### 2003
El 2 de febrero se jugó la Tarde Azul frente a Barcelona, con un marcador final de 2 - 1, esta sería la primera Tarde Azul en que Emelec jugó en el estadio Modelo.    

### 2005
En la noche azul del año 2005, Emelec se disputó ante el equipo norteamericano Colorado Rapids en el estadio George Capwell. El partido quedó con el marcador de cero goles, en aquella noche de gala se presentaron 9 refuerzos para suplir a 7 jugadores de la temporada 2004 que no renovaron contrato. En aquella noche azul se presentó el arquero Marcelo Elizaga de 32 años, que sería en las siguientes 5 temporadas un icono del cuadro eléctrico.
Durante el evento se firmó el convenio interinstitucional de la ampliación del estadio Capwell, en el sector de la general de la avenida Quito, para 10.000 espectadores adicionales. Además se premió a las categorías Sub-20, 16 y 14, que en la temporada 2004 quedaron campeones en el torneo nacional. 
- 18h25, Se inició el espectáculo artístico y musical.
- 19h30, Presentación del equipo para el 2005.
- 19h45, Espectáculo de fuegos artificiales.
- 20h00, Comienzo del juego amistoso internacional.

### 2006
Emelec se impuso 3-1 ante el Manta FC  en el estadio Capwell. Al estadio acudieron 8 000 hinchas eléctricos, el equipo invitado sorprendió a los cuatro minutos con una hermosa conquista convertida por el delantero Galo Pérez. En el segundo tiempo y con la salida del volante Armando Paredes y el ingreso de Cristian Noboa, mejoró el elenco azul. Noboa desató la alegría de los hinchas eléctricos con dos conquistas a los 51 y 69 minutos; mientras que Jorge Ladines culminó la fiesta azul  con un gol a los 82m. El partido comenzó con una hora de atraso debido a que los uniformes oficiales de la temporada 2006 no llegaban al estadio.
La alineación del equipo azul fue: Marcelo Elízaga; Silvano Stacio (Segundo Mercado, min 80), Darwin Ordóñez, José Luis Quiñónez, Marco Quiñónez; Michael Arroyo, Franklin Corozo (Guerrero, min 67), Luis Guillermo Rivera (Paterson Klínger, min 45), Armando Paredes (Cristian Noboa, min 42); Marcos Mondaini (Castillo, min 87), Luis Escalada (Jorge Washington Ladines, min 73). DT: Carlos Torres Garcés 

## Ediciones de la Explosión Azul

### 2007
En este año Emelec por tema de marketing cambia el lema de su noche deportiva de Noche Azul a Explosión Azul; sin embargo, el evento fue muy modesto, Emelec invito a un equipo local y jugó frente a Liga Deportiva Universitaria de Portoviejo, equipo al que goleó 3-1 con tantos de Israel Rodríguez, Michael Arroyo y José Luis Quiñónez, mientras que por Liga de Portoviejo descontó Francisco Gómez.28 000 hinchas acudieron a presenciar el evento, los jugadores de aquella noche fueron: Marcelo Elizaga; Carlos Quiñónez, Marcos Quiñónez, Geovanny Caicedo, Silvano Estacio; Michael Endara, José Quiñónez, Luis Rivera, Michael Arroyo; Israel Rodríguez, Jorge Ladines. DT: Carlos Torres Garcés.

### 2008
El rival fue el Independiente Medellín (DIM) de Colombia. Emelec ganó 3-1, Jorge Ladines anotó dos y Livio Prieto puso la tercera, frente a 18 000 asistentes, el DIM descontó cerca del final del partido con tanto de Ormedis Madera.

### 2009
El equipo peruano Sporting Cristal fue el rival de Emelec. Antes y durante el partido no cesó una muy fuerte lluvia, aunque se realizó el encuentro, el estado de la cancha no permitió que se juegue un buen partido y terminó empatado sin goles.

### 2010
Al igual que en la edición del 2007, el rival fue del mismo país de Ecuador, en esta ocasión fue Independiente del Valle. Emelec ganó el partido 2-0, los goles los anotaron Fernando Giménez y Jaime Ayoví.

### 2011
El rival fue el entonces actual campeón de Perú, Universidad San Martín de Porres. Emelec ganó 1-0, el único gol del partido lo hizo Eial Strahman recién empezado el partido.

### 2012
El rival de Emelec fue el mismo que en el 2008, el colombiano Deportivo Independiente Medellín. El partido terminó empatado 1-1, por DIM anotó Santiago Tréllez y por Emelec empató Gabriel Achilier.

### 2013
Al igual que en la edición del 2011, el rival fue el club peruano Universidad San Martín de Porres. Emelec ganó 2-0, los goles los anotaron Enner Valencia y Fernando Gaibor.

### 2015
Emelec venció 2-0 a Universitario de Deportes, con un autogol del equipo peruano y un gol José Luis Quiñónez, la celebración fue también la despedida del estadio que entraría en un proceso de remodelación.

### 2016
El 27 de enero, debido a que el Capwell se encontraba en obras  de remodelación, se jugó la Explosión Azul en el estadio Christian Benítez, El rival fue Alianza Lima de Perú, Emelec venció 3-1 con goles de Jorge Guagua, Emanuel Herrera y Esteban De La Cruz, y descontó Lionard Pajoy. Este partido además fue válido como la ida de la Copa del Pacífico 2016.

### 2017
En esta ocasión la Explosión Azul también fue la reinauguración del Estadio Capwell luego de su ampliación y modernización. El rival fue New York City FC donde jugaron los campeones del mundo, Andrea Pirlo y David Villa. El partido terminó empatando a 2 goles. Los goles de Emelec los hicieron Romario Caicedo y Ayrton Preciado, mientras que los del club estadounidense los hicieron Sean Okoli y John Stertzer. 

### 2018
En esta edición el partido jugado después del show de la Explosión Azul, fue también válido por la Copa del Pacífico 2018. Emelec venció a Guayaquil City 4-1 con dos goles de Ayrton Preciado, uno de Brayan Angulo y uno de Ronaldo Jhonson, por el rival descontó Michael Hoyos. Cabe mencionar que en la final de ese cuadrangular, en el mismo estadio George Capwell, Emelec venció 3-1 a Delfín.

### 2019
En la Explosión Azul 2019 el rival de esta edición fue Sporting Cristal de Perú. Emelec ganó 3-0 con dos goles de Brayan Angulo y uno de Joao Joshimar Rojas.

### 2020
Luego de 13 años el rival volvió a ser Liga de Portoviejo . Emelec venció 2-0 con goles de Alexis Zapata y Joao Rojas, En el evento se rindió homenaje al exjugador eléctrico Esteban Dreer.

### 2021
Por motivos de la pandemia del Covid 19, por primera vez se jugó una Explosión Azul sin público. Esta ocasión el rival fue Técnico Universitario y el partido terminó sin goles.

### 2022
El rival de esta edición fue Millonarios de Colombia, en el Estadio Capwell. Emelec venció 1-0 con gol de tiro libre de Dixon Arroyo. Con esta victoria, Emelec mantiene el invicto en las 15 ediciones de la Explosión Azul.

### 2023
Luego de realizar su pretemporada en Argentina, se presentó su plantilla completa el 11 de febrero en el estadio Capwell, en el evento se presentaron además a las alineaciónes de las filiales de voleibol, atletismo y de béisbol. Jugó la Noche Azul con el uniforme de la temporada pasada, en la camiseta tenía grabada la fecha en que llegarían los nuevos uniformes al Ecuador. El partido lo ganó 2-0 a Guayaquil City con goles de Miller Bolaños y José Alberti, manteniéndose el invicto en los eventos de presentación.  El partido que se jugó durante la Explosión Azul, fue el partido de ida del torneo amistoso llamado Copa de la Ciudad.

### 2024
El 17 de enero, el presidente de Emelec confirmó oficialmente la fecha en que se jugaría la Explosión Azul 2024, el 10 de febrero. En el partido de gala se presentará el uniforme principal y alterno que usará el club eléctrico, y a los jugadores que reforzarán al equipo en el torneo de la LigaPro 2024.El 2 de febrero la directiva eléctrica decidió cambiar la fecha para el 17 de febrero, finalmente el alcalde de Guayaquil prohibió el aforo en la realización de la Explosión Azul debido a amenazas terroristas en la ciudad de Guayaquil.
El partido de gala se realizó en la ciudad de Cuenca,  frente al equipo lojano de Libertad FC. 

### 2025
En el año 2025 se jugaron 2 explosiones azules, el clásico juego al iniciar la temporada 2025, y una edición espacial llamada La verdadera Explocion Azul a mitad de temporada. 

## Resultados
| Edición                     | Año        | Anfitrión                                               | Resultado                                               | Invitado                                                |
| Noche Azul                  | Noche Azul | Noche Azul                                              | Noche Azul                                              | Noche Azul                                              |
| --------------------------- | ---------- | ------------------------------------------------------- | ------------------------------------------------------- | ------------------------------------------------------- |
| 1                           | 1994       | Emelec                                                  | 1 - 1                                                   | Lanús                                                   |
| 2                           | 1995       | Se celebró la Noche Azul, pero no hubo partido amistoso | Se celebró la Noche Azul, pero no hubo partido amistoso | Se celebró la Noche Azul, pero no hubo partido amistoso |
| -                           | 1996       | No celebró la Noche Azul                                | No celebró la Noche Azul                                | No celebró la Noche Azul                                |
| 3                           | 1997       | Se celebró la Noche Azul, pero no hubo partido amistoso | Se celebró la Noche Azul, pero no hubo partido amistoso | Se celebró la Noche Azul, pero no hubo partido amistoso |
| 4                           | 1998       | Se celebró la Noche Azul, pero no hubo partido amistoso | Se celebró la Noche Azul, pero no hubo partido amistoso | Se celebró la Noche Azul, pero no hubo partido amistoso |
| 5                           | 1999       | Emelec                                                  | 4 - 1                                                   | Barcelona                                               |
| 6                           | 2000       | Emelec                                                  | 1 - 1                                                   | Barcelona                                               |
| -                           | 2001       | No celebró la Noche Azul                                | No celebró la Noche Azul                                | No celebró la Noche Azul                                |
| 7                           | 2002       | Emelec                                                  | 1 - 1                                                   | DIM                                                     |
| 8                           | 2003       | Emelec                                                  | 2 - 1                                                   | Barcelona                                               |
| -                           | 2004       | No celebró la Noche Azul                                | No celebró la Noche Azul                                | No celebró la Noche Azul                                |
| 9                           | 2005       | Emelec                                                  | 0 - 0                                                   | Colorado Rapids                                         |
| 10                          | 2006       | Emelec                                                  | 3 - 1                                                   | Manta FC                                                |
| Explosión Azul              |            |                                                         |                                                         |                                                         |
| 11                          | 2007       | Emelec                                                  | 3 - 1                                                   | Liga de Portoviejo                                      |
| 12                          | 2008       | Emelec                                                  | 3 - 1                                                   | DIM                                                     |
| 13                          | 2009       | Emelec                                                  | 0 - 0                                                   | Sporting Cristal                                        |
| 14                          | 2010       | Emelec                                                  | 2 - 0                                                   | Independiente del Valle                                 |
| 15                          | 2011       | Emelec                                                  | 1 - 0                                                   | Universidad de San Martín                               |
| 16                          | 2012       | Emelec                                                  | 1 - 1                                                   | DIM                                                     |
| 17                          | 2013       | Emelec                                                  | 2 - 0                                                   | Universidad de San Martín                               |
| -                           | 2014       | No celebró la Explosión Azul                            | No celebró la Explosión Azul                            | No celebró la Explosión Azul                            |
| 18                          | 2015       | Emelec                                                  | 2 - 0                                                   | Universitario                                           |
| 19                          | 2016       | Emelec                                                  | 3 - 1                                                   | Alianza Lima                                            |
| 20                          | 2017       | Emelec                                                  | 2 - 2                                                   | New York City                                           |
| 21                          | 2018       | Emelec                                                  | 4 - 1                                                   | Guayaquil City                                          |
| 22                          | 2019       | Emelec                                                  | 3 - 0                                                   | Sporting Cristal                                        |
| 23                          | 2020       | Emelec                                                  | 2 - 0                                                   | Liga de Portoviejo                                      |
| 24                          | 2021       | Emelec                                                  | 0 - 0                                                   | Técnico Universitario                                   |
| 25                          | 2022       | Emelec                                                  | 1 - 0                                                   | Millonarios                                             |
| 26                          | 2023       | Emelec                                                  | 2 - 0                                                   | Guayaquil City                                          |
| 27                          | 2024       | Emelec                                                  | 1 - 0                                                   | Libertad                                                |
| 28                          | 2025       | Emelec                                                  | 0 - 1                                                   | Barcelona                                               |
| La Verdadera Explosión Azul |            |                                                         |                                                         |                                                         |
| 1                           | 2025       | Emelec                                                  | 0 - 0                                                   | Naranja Mekánica                                        |